# Tony Goldwyn
Anthony Howard Goldwyn (Los Angeles, 20 mei 1960) is een Amerikaans acteur en regisseur. Hij werd in 1991 genomineerd voor een Saturn Award voor zijn bijrol als Carl Bruner in de bovennatuurlijke romantiekfilm Ghost en in 1996 voor een Screen Actors Guild Award samen met de gehele cast van de biografische dramafilm Nixon. Hij maakte in 1986 zijn film- en acteerdebuut als Darren in Jason Lives: Friday the 13th Part VI en regisseerde dertien jaar later zijn eerste filmtitel, A Walk on the Moon.
Goldwyn speelde sinds zijn debuut in meer dan 25 filmtitels, meer dan 35 inclusief televisiefilms. Voor de opnames van zijn eerste rol in het zesde deel van Friday the 13th had hij persoonlijk weinig tijd nodig, omdat filmmoordenaar Jason Voorhees vrij vlot een einde maakte aan zijn personage. Goldwyn sprak ook de stem in van Tarzan (de volwassen versie) in de gelijknamige Disneyfilm uit 1999. Daarnaast verscheen hij in meer dan tien verschillende televisieseries, maar nooit in rollen die langer dan één tot een handvol afleveringen duurde. Zo was Goldwyn eenmalig te zien in onder meer Murphy Brown, Tales from the Crypt, Frasier en Dexter en een paar keer in Without a Trace, The L Word en Law & Order: Criminal Intent.
Zijn activiteiten als regisseur beperken zich eveneens niet tot alleen films. Goldwyn regisseerde bijvoorbeeld ook enkele afleveringen van series als (wederom) The L Word, Grey's Anatomy en Dexter.
Goldwyn is een zoon van de in 2004 voor een Academy Award genomineerde producent Samuel Goldwyn jr. en actrice Jennifer Howard en de broer van directeur John Goldwyn van Paramount Studios. Hijzelf trouwde in 1987 met productie-ontwerpster Jane Musky, met wie hij dochters Anna en Tess Frances kreeg.

## Filmografie
*Exclusief 5+ televisiefilms
| - Ezra (2023) - Oppenheimer (2023) - Mark Felt: The Man Who Brought Down the White House (2017) - All I Wish (2017) - The Belko Experiment (2016) - Insurgent (2015) - Divergent (2014) - The Mechanic (2011) - The Last House on the Left (2009) - American Gun (2005) - Romance & Cigarettes (2005) - Ghosts Never Sleep (2005) - The Sisters (2005) - The Godfather of Green Bay (2005) - The Last Samurai (2003) - Ash Tuesday (2003) - Joshua (2002) - Abandon (2002) - An American Rhapsody (2001) | - Someone Like You... (2001, stem) - Bounce (2000) - The 6th Day (2000) - Pocahontas: The Legend (1999) - Tarzan (1999, stem) - The Lesser Evil (1998) - Trouble on the Corner (1997) - Kiss the Girls (1997) - The Substance of Fire (1996) - Nixon (1995) - Reckless (1995) - The Last Word (1995) - The Last Tattoo (1994) - The Pelican Brief (1993) - Traces of Red (1992) - Kuffs (1992) - Ghost (1990) - Gaby: A True Story (1987) - Jason Lives: Friday the 13th Part VI (1986) |

## Televisieseries
*Exclusief eenmalige gastrollen
- Blue Sky Metropolis - Verteller (2019, vier afleveringen)
- Chambers - Ben Lefevre (2019, tien afleveringen)
- Scandal - Fitzgerald 'Fitz' Thomas Grant III (2012-2018, 124 afleveringen)
- Law & Order: Criminal Intent - Frank Goren (2007-2008, vier afleveringen)
- The L Word - Burr Connor (2005, twee afleveringen)
- Without a Trace - Greg Knowles / Rick Knowles (2004, twee afleveringen)
- From the Earth to the Moon - Neil Armstrong (1998, twee afleveringen - miniserie)

## Films als regisseur
- Philly Lawyer (2012, televisiefilm)
- Conviction (2010)
- Alibi (2007, televisiefilm)
- The Last Kiss (2006)
- Someone Like You... (2001)
- A Walk on the Moon (1999)

- Bibsys: 98041986
- Biblioteca Nacional de España: XX1167494
- Bibliothèque nationale de France: cb141821876 (data)
- Gemeinsame Normdatei: 129602353
- International Standard Name Identifier: 0000 0001 1442 6609
- Library of Congress Control Number: no97046964
- MusicBrainz: 47e1b4e5-3fa1-43a2-b6a6-f18416cc9a2d
- Nationale Bibliotheek van Tsjechië: xx0211076
- Nationale Bibliotheek van Israël: 987007431255905171
- Nationale Bibliotheek van Polen: a0000001275838
- Nederlandse Thesaurus van Auteursnamen: 216190606
- Réseau des bibliothèques de Suisse occidentale: 02-A011813153
- SNAC: w6v69rhw
- Système universitaire de documentation: 160166845
- Virtual International Authority File: 42050462
- WorldCat: E39PBJjdjkw4HrbwPdKQgcjBfq